# 塔夫特方程
| 取代基    | Es    | σ*    |
| --------- | ----- | ----- |
| –H        | 1.24  | 0.49  |
| –CH3      | 0     | 0     |
| –CH2CH3   | –0.07 | –0.1  |
| –CH(CH3)2 | –0.47 | –0.19 |
| –C(CH3)3  | –1.54 | –0.3  |
| –CH2Ph    | –0.38 | 0.22  |
| –Ph       | –2.55 | 0.6   |

塔夫特方程（英語：Taft equation）是物理有机化学中的一种线性自由能关系方程，用于研究反应机理和有机化合物的定量结构-活性关系。1952年由罗伯特·W·塔夫特提出，作为对哈米特方程的一种改进。
哈米特方程考虑了场效应、诱导效应和共振的影响
，塔夫特方程则进一步考虑了位阻效应的影响。
塔夫特方程的形式为：
{\displaystyle \log \left({\frac {k_{s}}{k_{{\ce {CH3}}}}}\right)=\rho ^{*}\sigma ^{*}+\delta E_{s}}
式中{\displaystyle \log {\frac {k_{s}}{k_{{\ce {CH3}}}}}}是带有某取代基的有机物的取代反应与参考反应（取代基为甲基时）的反应速率常数比；{\displaystyle \rho ^{*}}是该反应对极性效应的敏感因子；{\displaystyle \sigma ^{*}}是极性取代常数，可以描述取代基的场效应和诱导效应；{\displaystyle \delta }是该反应对位阻效应的敏感因子，而{\displaystyle E_{s}}是位阻取代基常数。